# Copa Italia A1 de Voleibol 2013-14
La Copa Italia A1 de voleibol masculino 2013-14 fue la 36.ª edición de la Copa Italia realizada entre el 29 de enero y el 9 de marzo de 2014. El ganador fue el Pallavolo Piacenza por primera vez en su historia

## Formato
Participan a la competición los ocho mejores equipos de la Serie A1 2013/2014 al término de la primera vuelta. El torneo se disputa a partido único: los cuartos en casa de los mejores clasificados, semifinales y final en el Pala Dozza de Bolonia.

## Equipos clasificados
- Lube Macerata (1° clasificada)
- Pallavolo Piacenza (2° clasificada)
- Trentino Volley (3° clasificada)
- Sir Safety Perugia (4° clasificada)
- Blu Volley Verona (5° clasificada)
- Pallavolo Modena (6° clasificada)
- Vibo Valentia (7° clasificada)
- PV Cuneo (8° clasificada)

## Resultados
|  | Cuartos de final | Cuartos de final   | Cuartos de final |                    |   | Semifinales        | Semifinales | Semifinales |  |   | Final              | Final | Final |  |
|  |                  |                    |                  |                    |   |                    |             |             |  |   |                    |       |       |  |
|  |                  |                    |                  |                    |   |                    |             |             |  |   |                    |       |       |  |
|  | 1                | Lube Macerata      | 3                |                    |   |                    |             |             |  |   |                    |       |       |  |
|  | 1                | Lube Macerata      | 3                |                    |   |                    |             |             |  |   |                    |       |       |  |
|  | 8                | PV Cuneo           | 0                |                    |   |                    |             |             |  |   |                    |       |       |  |
|  | 8                | PV Cuneo           | 0                |                    | 1 | Lube Volley        | 2           |             |  |   |                    |       |       |  |
|  |                  |                    |                  |                    | 1 | Lube Volley        | 2           |             |  |   |                    |       |       |  |
|  |                  |                    | 4                | Sir Safety Perugia | 3 |                    |             |             |  |   |                    |       |       |  |
|  | 4                | Sir Safety Perugia | 4                | Sir Safety Perugia | 3 | 3                  |             |             |  |   |                    |       |       |  |
|  | 4                | Sir Safety Perugia |                  |                    |   |                    |             |             |  |   |                    |       |       |  |
|  | 5                | Blu Volley Verona  | 0                |                    |   |                    |             |             |  |   |                    |       |       |  |
|  | 5                | Blu Volley Verona  | 0                |                    |   |                    |             |             |  | 2 | Pallavolo Piacenza | 3     |       |  |
|  |                  |                    |                  |                    |   |                    |             |             |  | 2 | Pallavolo Piacenza | 3     |       |  |
|  |                  |                    | 4                | Sir Safety Perugia | 0 |                    |             |             |  |   |                    |       |       |  |
|  | 2                | Pallavolo Piacenza | 4                | Sir Safety Perugia | 0 | 3                  |             |             |  |   |                    |       |       |  |
|  | 2                | Pallavolo Piacenza |                  |                    |   |                    |             |             |  |   |                    |       |       |  |
|  | 7                | Vibo Valentia      | 0                |                    |   |                    |             |             |  |   |                    |       |       |  |
|  | 7                | Vibo Valentia      | 0                |                    | 2 | Pallavolo Piacenza | 3           |             |  |   |                    |       |       |  |
|  |                  |                    |                  |                    | 2 | Pallavolo Piacenza | 3           |             |  |   |                    |       |       |  |
|  |                  |                    | 3                | Trentino Volley    | 1 |                    |             |             |  |   |                    |       |       |  |
|  | 3                | Trentino Volley    | 3                | Trentino Volley    | 1 | 3                  |             |             |  |   |                    |       |       |  |
|  | 3                | Trentino Volley    |                  |                    |   |                    |             |             |  |   |                    |       |       |  |
|  | 6                | Pallavolo Modena   | 1                |                    |   |                    |             |             |  |   |                    |       |       |  |
|  | 6                | Pallavolo Modena   | 1                |                    |   |                    |             |             |  |   |                    |       |       |  |
|  |                  |                    |                  |                    |   |                    |             |             |  |   |                    |       |       |  |

| Fecha | Partido                                 | Resultado                        |
| 29/01 | Lube Macerata – PV Cuneo                | 3-0 ( 25-20, 25-21, 25-23)       |
| 29/01 | Sir Safety Perugia – Blue Volley Verona | 3-0 (25-19, 26-24, 25-19)        |
| 29/01 | Pallavolo Piacenza – PV Cuneo           | 3-0 (25-16, 25-23, 25-18)        |
| 29/01 | Trentino Volley – Pallavolo Modena      | 3-1 (21-25, 25-13, 25-20, 25-23) |

| Fecha | Partido                              | Resultado                              |
| 08/03 | Lube Macerata - Sir Safety Perugia   | 2-3 (25-22, 18-25, 25-23, 23-25, 9-15) |
| 08/03 | Pallavolo Piacenza – Trentino Volley | 3-1 (25-23, 24-26, 25-19, 25-21)       |

| Fecha | Partido                                 | Resultado                 |
| 09/03 | Pallavolo Piacenza – Sir Safety Perugia | 3-0 (28-26, 25-21, 25-19) |

### Campeón
| Campeón de la Copa Italia 2012/2013 |
| ----------------------------------- |
| Pallavolo Piacenza 1º Título        |